# 여수·순천 사건
여수·순천 사건(麗水順天事件) 또는 여순 사건(麗順事件)은 1948년 10월 19일부터 10월 27일까지 당시 전라남도 여수시에 주둔하고 있던 14연대의 군인 2,000여 명이 중위 김지회, 상사 지창수 등 남로당 계열 군인을 중심으로 제주 4·3 사건 진압 명령을 거부하고 일으킨 무장 반란과, 이를 진압하는 과정에서 전라남도 동부 지역의 많은 민간인이 희생된 사건을 말한다.
이 사건으로 반란군에 의해 경찰 74명을 포함해 약 150명의 민간인이 살해당했고, 정부측 진압 군경에 의해 2,500여 명의 민간인이 살해당했다. 이승만 정부 수립 2개월 만에 일어난 이 사건이다.

## 사건의 진행

### 배경
1948년 남조선국방경비대(대한민국 국군의 전신)는 모병제였고, 다양한 방법으로 입대 시 신원조회를 하는 지금과 달리 신원조회가 허술했기 때문에 경찰의 탄압을 받았던 좌익계열과 친일 지주에 반감을 품은 소작농, 빈곤 노동자의 자식들이 신분상의 보호를 받기 위해 입대하는 경우가 많았다. 건군 초기 미군정은 군인이 정치적 견해를 갖는 것에 대해서도 전혀 제재를 가하지 않고, 완전한 사상의 자유를 보장하고 있었다. 남로당에서 군을 장악하기 위해 일부러 위장입대시킨 요원들도 많았는데, 이들은 군내에서 많은 동조자를 포섭했다. 여기에 당시 군과 경찰은 국가주도권을 놓고 무장충돌을 벌일 정도로 매우 관계가 좋지 않았다.
이 사건은 당시 여수에 주둔 중이었던 국방경비대 제14연대에서 제주 4·3 사건을 진압하기 위하여 1개 대대 규모의 군인들을 파견하기로 한 것이 발단이 되었다. 이 사건의 가장 큰 배경은 제주도민중항쟁의 진압을 위해 제주에 출동하라는 상부의 명령을 받은 여수 제14연대가 동포 학살은 할 수 없다는 보도문을 발표하고 제주 파병을 거부하면서 발생했다. 이 사건은 남로당의 지령 없이 돌발적으로 일어난 군인반란사건으로 시작되었으며, 남로당은 사건이 일어나자 적잖이 당황하였으나 결국 승인할 수 밖에 없었다.

### 14연대의 반란과 진압
- 1948년 10월 19일 : 여수에 주둔 중이었던 국방경비대 14연대의 일부 군인들이 무장반란을 일으키고, 경찰과 많은 우익 인사들을 살해했다. 이 과정에서 여수경찰서장과 사찰계 직원 10명, 한민당 여수지부장, 대동청년단 여수지구위원장, 경찰서후원회장 등과 그 가족을 포함해 70여 명이 살해당했다. 반란군은 여수를 점령한 후 순천시로 이동해 중위 홍순석이 지휘하는 14연대 2개 중대 병력과 결탁해 순천을 장악하고는 살인, 약탈, 방화 등을 저질렀다.
- 10월 21일 : 반란군이 벌교, 보성, 고흥, 광양, 구례를 거쳐 10월 22일에는 곡성까지 점령하였다. 이에 이승만 정부는 10월 21일 여수, 순천 지역에 계엄령을 선포하고, 송호성 준장을 총사령관에 임명해 10개 대대 병력을 이끌게 하고는 진압을 명령하였다.
- 10월 22일 : 진압군이 오후 3시에 순천 공격을 시작하였다. 반란군의 주력은 광양 및 인근 산악지대로 후퇴하기 시작했다.
- 10월 23일 : 진압군이 오전에 순천을 장악하였다. 진압군은 순천 장악 직후 일사천리로 광양 일대의 반란군 주력을 섬멸하고, 여수를 탈환하기 위한 2단계 작전에 들어갔다. 하지만 반란군은 여수의 입구인 미평 근처에 매복, 진압군을 습격했다. 이로 인해 사령관 송호성 준장이 철모에 총을 맞고 장갑차에서 떨어져 고막이 터지고 허리부상을 입었다. 이 와중에 반란군의 주력이 백운산과 지리산으로 도망쳤다.
- 10월 25일: 진압군의 여수 시내에 대한 박격포 사격을 시작으로 시가전이 이틀 동안 계속되었다.
- 10월 27일: 진압군이 여수를 완전히 장악하였다.

### 극우 연루설 유포
여순 사건 직후, 이승만 정부는 극우 세력 일부가 이 반란에 동조했다는 주장을 유포하고, 내무부는 경찰국에 수사를 지시하였다. 당시 국무총리 겸 국방장관이었던 이범석은 10월 21일 기자회견에서 "이 사건은 정권욕에 눈이 먼 몰락 극우정객이 공산당과 결탁해 벌인 정치적 음모"라며 사실상 김구를 지목했다.
이번 국군이 일으킨 반란의 주요 원인과 폭동 성질은 수식 전에 공산주의자가 극우의 정객들과 결탁해서 반국가적 반란을 일으키자는 책동이었다.— 서울신문 (1948년 10월 22일 기사)

10월 21일 오전 11시, 이범석은 언론과의 인터뷰에서 여순사건을 '공산주의자가 극우 정객들과 결탁해 일으킨 반국가적 반란'이라고 규정하고, 국군 내의 '주모자는 여수 연대장이었던 오동기(吳東起)'라고 지목했다.
10월 22일, 이범석은 '반란군에 고한다'는 제목의 포고문에서 '반란군이 일부 그릇된 공산주의자와 음모 정치가의 모략적 이상물이 되었다'(서울신문 1948. 10. 24)면서 '극우정객'을 재차 언급하였다. 같은 날 김태선 수도경찰청장도 장단을 맞추었다. 같은 해 10월 1일 발생했던 '혁명 의용군 사건'에 대한 수사발표를 통해 여론몰이를 거들고 나선 것이다. 이범석, 김태선 등이 자기를 여순사건의 배후에 있는 극우파로 지목하자 김구는 분개하였다.
10월 27일, 김구는 여순사건 진압 직후 공식 기자회견을 열어 "극우분자가 금번 반란에 참여했다는 말을 이해할 수 없다"며 반박하였고, 그의 반박문이 조선일보를 통해 보도되었다.
나는 극우분자가 금번 반란에 참여했다는 말을 이해할 수 없다. 그들은 극우라는 용어에 관하여 다른 해석을 내리는 자신만의 사전을 가지고 있는 것으로 보인다.— 한성일보 (1948년 10월 28일 기사)

급히 열린 임시국회에서 국회의원 정광호는 극우가 참가했다는 국방부 장관의 발표 때문에 민심이 나쁘다며 극우가 참가했다는 발표에는 정정이 필요하다고 하였다. 그러나, 윤치영은 극우가 참가한 것만은 사실이라고 계속 주장했다.
김구는 여순 사건을 반란, 테러로 규정했다. 10월 28일의 공개 담화에서 김구는 '순진한 청년들이 용서할 수 없는 죄를 범하였으며', '반도(叛徒, 공산주의자)들의 목적은 북한 정권을 남한에 연장시키는 것'으로 보인다고 규정했다. 10월 30일 담화에서는 여수, 순천 등지의 반란을 '집단 테러 활동'으로 규정하고, "부녀와 유아까지 참살하였다는 보도를 들을 때에 그 야만적 소행에 몸서리쳐지지 않을 수 없다"고 발표하였다.
우리는 일찍부터 폭력으로써 살인·방화·약탈 등 테러를 행하는 것을 배격하자고 주장하였다. 금번 여수·순천 등지의 반란은 대규모적 집단테러 행동인 바, 부녀 유아까지 참살하였다는 보도를 들을 때에 그 야만적 소행에 몸서리 처지지 아니할 수 없다. 멀리서 듣고도 그러하니 현지에서 목격하는 자는 비참 격앙함이 그 극에 달할 것이다. 남과 남의 부모처자를 살해하면, 남도 나의 부모처자를 살해하기 쉬우니 그 결과는 첫째, 우리 동족이 수없이 죽을 것이오 둘째, 외군에게 계속 주둔하는 구실을 줄 뿐이다. 이것은 우리의 자주독립을 좀먹는 행동이니 이로써 우리는 망국노의 치욕을 면하는 날이 없을 것이니, 반란을 일으킨 군인과 군중은 이 때에 있어서 마땅히 여동(勵動)된 감정을 억제하고 재삼숙고하여 용감히 회오(悔悟)하고 정궤(正軌)로 돌아갈 것이어니와 현명한 동포들도 마땅히 객관적 입장에서 그 반란을 냉정히 비판하면서 이것의 만연을 공동방지할지언정 허무한 유언에 유혹되거나 혹은 이에 부화뇌동하지 아니하여야 할 것이다.
여러분의 기대와 탁부(託付)와 애국의 만분의 일도 보답하지 못하는 나로서 무슨 면목으로 여러분께 왈가왈부를 말하랴마는 금번 반란이 너무도 중대하므로 인하여 국가 민족에 미치는 손해가 또한 중대한 까닭에 그대로 함구만 할 수 없어서 피눈물로써 이와 같이 하소연하는 바이다.

동지 동포는 우리의 고충을 깊이 양해하고 동족상잔에서 동족상애의 길로 공동매진하기를 간절히 바란다.— 서울신문 (1948년 10월 30일 기사)

## 결과
진압군과 경찰은 여수, 순천 등 전라남도 동부 지역에서 민간인들을 대상으로 대대적인 반란군 협조자 색출 작업을 벌였고, 이 과정에서 2,500여 명의 민간인이 억울하게 살해당했다.
이승만 정부는 이 사건을 계기로 강력한 반공체제를 구축하였다. 군 내부적으로는 공산주의자들을 숙청하는 '숙군작업'을 벌이는 한편, 1948년 12월 1일에는 국가보안법을 제정하여 사회 전반에 걸쳐 좌익세력에 대한 대대적인 색출·처벌에 나섰다.
여순사건 이후 서수(序數) '4'는 대한민국 국군의 독립 부대명에 들어가지 않게 되었다. 14연대는 없어졌고, 4연대는 20연대로 재편되었다.

### 박정희 체포
여수 순천 사건이 일어났던 비슷한 시기에 남로당 군사부책이던 이재복(李在福)과 그의 비서 겸 군사연락책이던 김영식이 체포되는 과정에서 남로당 조직명단이 입수되었고, 여기에서 당시 소령이었던 박정희의 이름이 처음 발견된다.
| “ | 김영식을 데리고 전국의 군부대를 돌면서 그에게 남로당 세포들을 찍으라 했더니 이후의 수사는 그냥 주워 담기만 하면 되는 식이었습니다. 그런데 이재복의 명단 속에 바로 박정희 소령의 이름이 포함돼 있었습니다. | ” |
|   | — 김안일 특무과장 |   |

박정희는 남로당 입당원서에 도장을 찍거나 여수 순천 사건에 직접적으로 가담한 적은 없었으나 가족과 가까웠던 이재복의 재량으로 명단에 이미 이름이 올려져 있었고(이재복은 박정희의 셋째 형 독립운동가 박상희의 친구이다), 수사팀장 김창룡은 박정희가 이재복이라는 남로당 거물과 개인적인 친분이 있었던 것을 확인한 뒤 남로당 고위간부일 가능성을 의심하여 1948년 11월 11일 박정희를 체포한다.
1949년 2월 8일 군사재판 1심에서 박정희는 무기징역과 파면, 급료 몰수형을 선고 받았으나, 김점곤 1연대 정보주임, 강측모 전 함경북도지사, 백선엽 육본 정보국장의 노력으로 심사장관의 조치에서 징역 15년으로 감형된다. 이후 박정희는 수사측이 이미 가지고 있던 남로당 명단에 조직구도 윤곽을 그려내며 수사에 협조하였고, 재심사에서 백선엽 대령, 김안일 방첩과장, 김창룡 대위 세 사람의 보증을 받고 집행정지 판결로 풀려난 민간인 신분이 된다.
이후 남로당으로 연루된 군인 박정희는 미국 유학 대상자로 선발되었음에도 군정보부대의 신원조회 과정에서 대상자에서 제외된다. 하지만 1954년 박정희 준장은 6개월간의 미국 유학을 마치고 2군 포병단장으로 발령을 받기도 하며, 1958년 박정희 소장은 비밀취급 인가가 취소되며 예편되어야 하는 사상과 성분에 문제가 있는 장교로 거론된다.

## 같이 보기
| - 제주 4·3 사건 - 대구 10·1 사건 - 남조선로동당 - 박헌영 - 김지회 - 지창수 - 문경 양민학살 사건 - 김종원 - 박정희 - 김구 | - 조병옥 - 이현상 - 이범석 - 이승만 - 윤치영 - 김일성 - 백선엽 - 정일권 - 김창룡 - 채명신 |